# Japan Agricultural Research Quarterly
Japan Agricultural Research Quarterly is een Japans, aan collegiale toetsing onderworpen wetenschappelijk tijdschrift op het gebied van de landbouwkunde. De naam wordt in literatuurverwijzingen meestal afgekort tot Jpn. Agr. Res. Q. Het wordt uitgegeven door het Japanse ministerie van landbouw.